# الحرب المصرية العثمانية (1839-1841)
الحرب المصرية - العثمانية الثانية هي حرب استمرت من 1839 حتى 1841 في سوريا.

## الخلفية
في عام 1839، تحركت الدولة العثمانية لإعادة السيطرة على الأراضي التي خسرتها امام محمد علي في الحرب المصرية - العثمانية الأولى. بعد تعرضهم لهزيمة في معركة نزيب، ظهرت الدولة العثمانية على وشك الانهيار. وهرعت بريطانيا والنمسا ودول أوروبية أخرى، للتدخل وإجبار مصر على قبول معاهدة سلام. غزت الإمبراطورية العثمانية سوريا، وقام حافظ باشا، يرافقه مولتك، بمسيرة الجيش إلى سوريا.